# Sadıqlı (Ağstafa)
Sadıqlı è un comune dell'Azerbaigian situato nel distretto di Ağstafa. Conta una popolazione di 2.849 abitanti.